# Museo storico nazionale dell'arte sanitaria
Il museo storico nazionale dell'arte sanitaria è sito all'interno dell'Ospedale di Santo Spirito in Lungotevere in Sassia 3 a Roma.

## Storia
Il museo trae origine dal primigenio museo anatomico che negli anni trenta del XX secolo ove si aggiunsero le collezioni di Giovanni Carbonelli e Pietro Capparoni fondatori del museo. Lo scopo del museo originario, di cui rimangono ancora le collezioni, era di tipo didattico. A loro due si aggiunse Mariano Borgatti. Fu l'esposizione internazionale di Roma di arte retrospettiva del 1911 a dare lo spunto del creazione del museo odierno.
Così, nel 1920 venne fondato l'Istituto per il Museo storico dell'Arte Sanitaria in Ente Morale (R.D. n.1746 del 14 maggio 1922) che assunse la denominazione di Istituto Storico Italiano Dell'Arte Sanitaria, I.S.I.D.A.S.
Susseguentemente, nel 1934 venne trasformato in Accademia di Storia dell'Arte Sanitaria o A.S.A.S. con lo scopo di far fare degli studi storico-medici e fondare il museo. Fu istituita per volere dei tre promotori – Generale Mariano Borgatti, Prof. Giovanni Carbonelli, Prof. Pietro Capparoni – e delle massime rappresentanze della Città di Roma e della Nazione, quali: il Comune di Roma, i Ministeri degli Interni, della Pubblica Istruzione, della Guerra e della Marina, il Sovrano Militare Ordine di Malta, l'Ordine Mauriziano di Torino, la Croce Rossa Italiana e il Pio Istituto di Santo Spirito e Ospedali Riuniti di Roma.
Nel 1929 l'istituto di Santo Spirito concesse un'ala dell'ospedale sita nell'ex corsia Alessandrina. Il museo così originato è formato da collezioni storiche unite alle originarie della mostra del 1911, cui si aggiunsero nel 1931 quella di Giovanni Carbonelli e nel 1939 quella del generale A. Cavalli Mulinelli ed in seguito quelle di Giuseppe ed Orlando Solinas.

## Descrizione
Il museo è sito in un'ala dell'Ospedale di Santo Spirito in Saxia e contiene, tra l'altro, tavole anatomiche risalenti all'inizio dell'ottocento e create da Antonio Serantoni e Paolo Mascagni tra cui la stampa raffigurante una figura femminile col ventre sezionato e le rappresentazioni del microcosmo, del cervello e del fegato. Trattasi di opere realizzate su tavola appartenute al chirurgo Guglielmo Riva. Il Museo consta di una biblioteca molto fornita con libri risalenti ad un periodo compreso tra il XVI secolo ed il XX secolo. Tra i volumi vi sono delle cinquecentine di Aldo Manuzio e figlio oltre a ricettari, manoscritti della fine del XVIII-inizi del XIX secolo, miscellanee, lauree, diplomi, regolamenti, incisioni e tavole anatomiche. Oltre ai volumi vi sono quattro dipinti ad olio del XVIII secolo raffiguranti dei medici tra cui Giuseppe Flajani e del figlio Gaetano. Una scaffalatura in noce è posta lungo le pareti proveniente da un archivio capitolare monastico.
Le sale sono le seguenti:
- Portico

Questo ambiente fa parte della sala alessandrina costruita tra il 1665 ed il 1667 da papa Alessandro VII. Nella parete sinistra vi è lo stemma di Pio IX con una lapide in marmo risalente al 1896. Sotto vi è un mortaio marmoreo con ai lati degli angeli. Un'altra lapide afferma che nel 1797 è stato eseguito un restauro quando vi era l'allora precettore dell'ospedale Giovanni Castiglioni. Nella sala vi sono degli stemmi in travertino dell'ospedale medesimo. In un angolo a destra è murato un monumento del 1902 raffigurante il medico Enrico Biondi ucciso da un pazzoide.
- Sala Alessandrina

La sala è posta perpendocolarmente alle sale sistine che formavano l'ospedale stesso. Viene chiamata l'ospedaletto perché era destinata al ricovero dei feriti in guerra. La sala è lunga 33,11 metri, larga 10,78 ed alta 10,89. Poteva ospitare 64 letti. Attualmente è usata come sala conferenze. Sulle pareti vi sono le su citate 19 tavole anatomiche di Antonio Serantony dipinte con l'ausilio di Paolo Mascagni e risalenti all'Ottocento. In fondo vi è una statua in gesso poggiante su un piedistallo raffigurante Esculapio.
- Scalone

Vi si accede alla sala alessandrina. Lo scalone monumentale permette di accedere al piano superiore. Ai due lati vi sono dei busti di medici illustri, tra cui Ippocrate e Giovanni Maria Lancisi. Sulla destra, inoltre vi è un tavolo anatomico con gocciolatoio e scanalature ai bordi su cui fu posta la salma di Goffredo Mameli, anticamente era posta nella cella mortuaria della trinità dei pellegrini. Sul pianerottolo è posta una cassapanca in legno risalente al XVII secolo ed ornata da teste di leone usata per conservare delle piante medicinali. Era posta anticamente nella spezieria dell'ospedale stesso. Accedendo alla sala Flajani si possono ammirare ai lati della porta d'accesso alla sala dei medaglioni raffiguranti Pio VI e Francesco Saverio de Zelada con delle lapidi che ricordano i fondatori del museo ed il primo presidente dell'accademia.
- Sala Flajani

Questa è la prima sala che si incontra una volta saliti dallo scalone. Qui sono esposti i fondi antichi del museo: allo spettatore profano di medicina verrà presentato uno spettacolo raccapricciante, cioè delle deformità patologiche e morbose. In verità si tratta di preparati anatomo-patologici realizzati a secco del tardo Seicento e di malformazioni natali realizzate sia a secco che con la formalina. Queste malformazioni esposte mostrano alterazioni dello scheletro e dei vasi sanguigni di malattie oggi scomparse, tra cui la sifilide o dei crani di feti e di piccoli scheletri tra cui alcuni macrocefali e un bicefalo. Una scaffalatura in legno rosato in stile impero pone in visita una collezione di cere di G. Battista Manfredini che le realizzò sotto la supervisione dell'anatomista Carlo Mondini. Al centro della sala vi è un tempietto che conservava un trita-corteccia di china del XVIII secolo di Giovanni Battista Cipriani da Siena ed un plastico delle corsie sistine dell'ospedale stesso. Sulla parete di destra vi è una collezione di calcoli epatici, renali e vescicali di pazienti ricoverati nell'ospedale medesimo nel XIX secolo. In questa sala è conservato anche il presunto teschio di Plinio il Vecchio ritrovato sulla foce del Sarno agli inizi del '900.
- Sala Capparoni

Sul lato sinistro vi è una raccolta di ex voto etruschi, romani, greci e moderni legati alla salute. La vetrina B5 mostra un corno montato su un liocorno in bronzo, mentre la vetrina B4 mostra la palla di bezoar, delle farmacie portatili del XVII-XIX secolo e le pastiglie di terre sigillate, invece, la vetrina B2 mostra la Venere anatomica in avorio realizzata in Germania nel 1600, la siringa di Moriceau ed un clistere risalente al XVII secolo. In terra vi è una stele funeraria appartenente a P. Elio Curziano, un medico liberto di Adriano, mentre nella vetrina B9 vi sono delle piastrelle in ceramica invetriata rappresentanti "L'assistenza agli inferni" attribuite a Luca della Robbia. Sulla parete di fondo vi sono dei vetri e dei vasi da farmacia. Sopra vi sono dei quadri raffiguranti dei medici illustri mentre al centro vi è il ritratto di Girolamo Fabrici d'Acquapendente. Inoltre nella sala vi sono una macchina per l'elettroterapia del XIX secolo, macchina antesignana delle attuali macchine per l'elettroshock e degli attrezzi appartenuti ad Orlando Solinas e Giuseppe Bovio.
- Sala Carbonelli

Sul lato destro vi sono la cattedra lignea con tanto di scaletta di accesso appartenuta al Lancisi dalla cui il Lancisi impartiva le sue lezioni di medicina ai sanitari che frequentavano il medesimo ospedale o per le conferenze o riunioni scientifiche. Nella parete di fondo vi è rappresentato il sistema nervoso centrale e periferico realizzato da Luigi Raimondi nel 1844 e nella parete opposta un altro sistema nervoso centrale e periferico realizzato da Stefano Fattocchio. Nella vetrina C1 vi sono gli strumenti utilizzati dagli antichi chirurghi per effettuare le operazioni più comuni. Nella vetrina C2 vi sono conservati degli strumenti d'indagine tra cui gli specula vaginali ed anali. Nella vetrina C3 vi è la mano amputata di una tredicenne morta nel 1881 Nelle vetrine C5 e C6 vi sono altri ex voto e strumenti chirurgici e dei reperti archeologici in gesso e ferro. Inoltre vi è una collezione di microscopi di varie epoche e grandezze, due stampe uno rappresentante "L'abito della medicina" di autore ignoto ed un altro una "Giovane affetta da morbo" di Francesco Bartolozzi, dei vetri e vasi da farmacia, degli unguentari romani, matule, coppette per salasso, pappagalli per raccogliere le urine e orinali, un biberon francese, una bottiglia di Leida, un apparecchio di Avogadro, degli strumenti ostetrici provenienti dall'ospedale lateranense, un torchio in legno per la farmacia proveniente da un ospedale torinese, una stampa raffigurante un medico della peste nel suo particolare abbigliamento, un'insegna di chirurgo barbiere del XVI secolo, una stampa a colori raffigurante un medico, una statua in legno raffigurante un oppiato risalente al XVI che proviene da una farmacia piemontese, un quadro ad olio rappresentante l'anfiteatro anatomico dell'Ospedale della Consolazione, un quadro ad olio raffigurante una scena di peste. Due apparecchi usati per l'anestesia dell'inizio del XIX secolo, un mobile con lo stemma dei Savoia, delle vetrine a leggio che conservano tra l'altro degli erbari del Settecento.
- Farmacia

Trattasi di una ricostruzione di una farmacia del settecento, con pavimento in cotto e soffitto a cassettoni. Il bancone ligneo è sito di fronte alla porta d'accesso. sopra di esso vi è la bilancia usata dal farmacista per dosare le polveri. Sugli scaffali vi sono dei vasi da farmacia usati per contenere i medicamenti, per la maggiore provenienti dalle spezierie di Santo Spirito, di San Giacomo e di santa Maria della Consolazione di Roma.
- Laboratorio alchemico

Il laboratorio è allestito in un ambiente che vuole simboleggiare la magia e la superstizione: sul soffitto è appeso un coccodrillo impagliato. Inoltre nel laboratorio vi è n calco della porta ermetica dei giardini di Piazza Vittorio Emanuele, un contenitore in pietra del XVII secolo con coperchio e chiavistello usato per realizzare la theriaca, un camino con un forno dell'alchimista con sopra un alambicco e a fianco vi è una cucurbita (un distillatore), inoltre vi sono altri attrezzi di alchimisti tra cui le storte, delle campane per ricoprire dei preparati o raccogliere dei gas ed un attrezzo usato per separare dei liquidi non miscelabili come l'olio e l'acqua.

## Collegamenti
|  | È raggiungibile dalla stazione di Roma San Pietro. |

|  | È raggiungibile dalla stazione di Roma San Pietro. |

| È raggiungibile dalla fermata Risorgimento San Pietro | del tram 19 |